# Vittorio Redaelli
Vittorio Redaelli (Milano, 26 marzo 1908 – ...) è stato un calciatore italiano, di ruolo centrocampista.

## Carriera
Nella stagione 1932-1933 ha vinto il campionato di Prima Divisione con il Catanzaro, conquistando la promozione in Serie B. Nella stagione 1933-1934 ha invece giocato 19 partite in Serie B con i calabresi, con cui successivamente ha giocato altre 29 partite nella stagione 1934-1935, conclusasi con la retrocessione in Serie C. Nella stagione 1935-1936 vince il campionato di Serie C, mentre l'anno seguente fa parte della rosa dell'Ambrosiana in Serie A, senza tuttavia mai scendere in campo in partite di campionato. Dopo una stagione in nerazzurro torna al Catanzaro, con cui nella stagione 1936-1937 gioca 26 partite in Serie B.
In carriera ha giocato complessivamente 74 partite in Serie B.

## Palmarès

### Club

#### Competizioni nazionali
- Prima Divisione: 1

Catanzaro: 1932-1933
- Serie C: 1

Catanzaro: 1935-1936